# 菲律賓耳平蘚
菲律賓耳平蘚（学名：Calyptothecium philippinensis）为蕨蘚科耳平蘚屬下的一个种。

## 扩展阅读
- 維基物種上的相關：菲律賓耳平蘚